# One More Try (George-Michael-Lied)
One More Try ist eine Popballade von George Michael aus dem Jahr 1987, die von ihm geschrieben und produziert wurde. Sie erschien auf seinem Solo-Debütalbum Faith als fünfte Single und erreichte Platz 1 in den USA.

## Inhalt
Die Musik ist eine langsame Soul-Ballade im 6/8-Takt. Der Text beschreibt ein langes Zögern, sich auf eine neue Beziehung einzulassen. Zum Ende hin lässt er es auf einen Versuch ankommen. George Michael bezeichnete es als sehr persönlichen Song, der auf seinen eigenen Erfahrungen beruht.

## Geschichte
Die Veröffentlichung als Single fand am 11. April 1988 statt. In den Vereinigten Staaten, Kanada und Irland wurde die Popballade ein Nummer-eins-Hit.

## Musikvideo
Im Musikvideo singt George Michael das Lied in einem einsamen Raum mit hohen Wänden, in dem lediglich ein Sessel steht. Ihn plagen seine Gedanken, er malt ein Herz auf den Spiegel, kann es aber nicht fertigstellen da er zu sehr mit der neuen Liebe zögert. Die Regie hatte Tony Scott.

## Coverversionen
- 1990/91: Howard Carpendale[4]
- 1997: Joan Baez
- 1999: Divine (US: #29)[5]
- 2014: Mariah Carey
- 2016: Brenna Whitaker
- 2022: Calum Scott